# San Bartolomeo (Germanisches Nationalmuseum)
La statua di San Bartolomeo del Germanisches Nationalmuseum di Norimberga è una scultura fittile di un anonimo maestro boemo del 1420 circa, alta 65 cm.

## Storia e descrizione
Fa parte di un gruppo di sei apostoli in terracotta, proveniente dalla chiesa di San Lorenzo di Norimberga: gli unici conservatisi sul gruppo che doveva prevedere 12 statue come di consueto.
L'opera ritrae il santo seduto con le gambe accavallate, avvolto da un voluminoso mantello all'antica. In mano regge un libro e un bastone. La scultura è un esempio paradigmatico della rappresentazione del panneggio nell'arte tardogotica, con la prevalenza di linee fluide, sinuose ma anche con scatti spigolosi e guizzanti, che domina l'intera rappresentazione: il panneggio qui non solo ha una sua autonomia, ma arriva ad assorbire, tramite le ampie falcate, tutta l'anatomia della figura.